# ランダル・ブレネス
ランダル・ブレネス（Randall Brenes Moya 、1983年8月13日 - ）は、コスタリカ出身の元同国代表サッカー選手。現役時代のポジションはフォワード。

## 経歴
2005年から代表に招集されている。2005 CONCACAFゴールドカップでキューバから代表初ゴールを挙げた。2014 FIFAワールドカップにも出場した。

## 所属クラブ
- CSカルタヒネス 2003-2005
- FKボデ/グリムト 2005-2008

→  コングスヴィンゲルIL 2008
- コングスヴィンゲルIL 2009
- CSカルタヒネス 2010-2012
- FKハザル・レンコラン 2012
- CSカルタヒネス 2012-

→  サンドネス・ウルフ 2014 (loan)

## 代表歴

### 出場大会
- コスタリカ代表
  - 2014 FIFAワールドカップ

### 試合数
- 国際Aマッチ 43試合 8得点（2005年-2014年）[1]

| コスタリカ代表 | 国際Aマッチ | 国際Aマッチ |
| 年             | 出場        | 得点        |
| -------------- | ----------- | ----------- |
| 2005           | 3           | 2           |
| 2006           | 0           | 0           |
| 2007           | 0           | 0           |
| 2008           | 0           | 0           |
| 2009           | 0           | 0           |
| 2010           | 0           | 0           |
| 2011           | 16          | 3           |
| 2012           | 8           | 2           |
| 2013           | 9           | 1           |
| 2014           | 7           | 0           |
| 通算           | 43          | 8           |